# Johann Conrad Ahlmann
Johann Conrad Ahlmann (* 9. Oktober 1773 in Sønderborg; † 6. Februar 1852 ebenda) war ein Politiker und Justizrat.

## Leben und Wirken
Johann Conrad Ahlmann war der jüngste Sohn des Schiffskapitäns und Reeders Hans Ahlmann (1743–1818) und dessen Ehefrau Christina, geborene Thuleen aus Flensburg. Aufgrund der Geburtenfolge musste er das väterliche Unternehmen nicht fortführen. Gemeinsam mit seinem Bruder Hans bekam er Privatunterricht, darunter bei dem späteren Bischof Boisen. 1790 begann er ein Jurastudium an der Universität Kiel, das er nach 1792 an der Universität Jena fortsetzte. 
Nach dem bestandenen Examen reiste Ahlmann ins Ausland und lernte dort mehrere Aufklärer kennen. Anschließend arbeitete er als Amtssekretär in Bredstedt und wechselte nach einigen Jahren an die deutsche Kanzlei in Kopenhagen, wo er sich Dänemark sehr verbunden zeigte.
Nach dem Tod Peter Boysens 1802 übernahm Ahlmann als dessen Nachfolger den Posten des Bürgermeisters und Stadtsekretärs von Sønderborg. Seine Bestallung erfolgte am 29. Oktober 1802. Im folgenden Jahr übernahm er vom Sønderborger Amtsverwalter auch das Amt des Hardesvogts der Süderharde. Außerdem fungierte er als Justizrat. Aufgrund dieser Ämterhäufung schrieb Johann Georg Rist 1813, dass Ahlemann eine „fast unbegrenzte Macht“ in Sønderborg besessen habe und daher von allen Seiten geachtet wurde. Am 9. Juli 1812 gehörte er zu den Gründungsmitgliedern der Altonaer Patriotischen Gesellschaft.
Bei Übernahme des Bürgermeisteramtes erwarb Ahlmann ein noch neues, repräsentatives Haus an der Perlegade 4 in Sonderburg. Nachdem die Mutter 1809 verstorben war, zog Ahlmanns Vater in das Haus mit ein und lebte dort bis zu seinem Tod.
Als 1817 bekannt wurde, dass der Sonderburger Schatzmeister Mittel unterschlagen hatte, erhielt der Ahlmann unterstehende Magistrat eine Rüge wegen ungenügender Kontrolle des Rechnungswesens der Stadt. Dies könnte einer von Ahlmanns Gründen gewesen sein, später um Rücktritt von seinen Ämtern zu bitten. Er selbst bat um seine Entlassung aufgrund zunehmend schlechter Gesundheit. Er unternahm zwei Badereisen, durch die sich sein Zustand jedoch nicht besserte.
Am 1. März 1823 erhielt Ahlmann im Alter von 50 Jahren die Bewilligung, in Pension gegen zu dürfen. Das Amt des Bürgermeisters übernahm Hinrich Carl Esmarch. Den Ruhestand finanzierte Ahlmann teilweise aus dem vom Vater geerbten Vermögen. Außerdem bekam er eine Bürgermeisterpension in Höhe von jährlich 800 Reichstalern. 600 Reichstaler übernahm die Pensionskasse, für die übrigen 200 Reichstaler musste die Stadt aufkommen, wogegen die Ratsherren erfolglos protestierten.